# آلانا مک‌لافلین
آلانا مک‌لافلین (به انگلیسی: Alana McLaughlin) (زاده ۱۹۸۳) مبارز هنرهای رزمی ترکیبی آمریکایی است.
او یک زن ترنس است
یکی از اعضای سابق نیروهای ویژه ارتش ایالات متحده و مبارز ام‌ام‌ای است. او دومین زن ترنس آشکارا است که به صورت حرفه ای در ام‌ام‌ای مبارزه کرده‌است.